# Mistrzostwa Świata w Piłce Nożnej 2010 (eliminacje strefy CAF)
W eliminacjach do Mistrzostw Świata w Piłce Nożnej 2010 udział wzięły 53 narodowe reprezentacje Afryki, z których 5 awansowało do turnieju głównego. RPA jako gospodarz kwalifikowała się automatycznie. Runda eliminacyjna rozpoczęła się w październiku 2007, przed losowaniem grup do drugiej rundy eliminacji.
Po raz pierwszy od Mistrzostw Świata 1934, gospodarz (RPA) wzięła udział w procesie kwalifikacyjnym jako 53. drużyna eliminacji CAF, mimo że miała już zapewnione miejsce w finałach. Działo się tak, ponieważ eliminacje Mistrzostw Świata 2010 w strefie CAF pokrywały się z eliminacjami Pucharu Narodów Afryki 2010, który odbył się w Angoli. Podobnie Angola automatycznie kwalifikowała się do Pucharu Narodów Afryki 2010, mimo to musiała brać udział w turnieju kwalifikacyjnym.

## Runda eliminacyjna
W rundzie eliminacyjnej, która rozpoczęła się w październiku 2007, wzięło udział 6 najsłabszych reprezentacji Afryki (według rankingu FIFA z lipca 2007). Drużyny zagrały ze sobą mecz i rewanż. Zwycięzcy zagrali w rundzie drugiej. 
| 14 października 2007 13:30 CET | Madagaskar · Andriatsima 30' 40' 49' (k) 57' · Rakotomandimby 65' · Tsaralaza 79' | 6 - 22 - 1 | Komory · 6' Midtadi · 53' (k) Bakar | Mahama Sina Stadium, Antananarywa Widzów: 7,754 Sędzia: Kaoma |
|                                |                                                                                   |            |                                     |                                                               |

| 17 listopada 2007 13:00 CET | Komory | 0 - 40 - 1 | Madagaskar · Nomenjanahary 38' 52' · Rakotomandimby 62' · Robson 74' | Stade de Beaumer, Moroni Widzów: 1,610 Sędzia: Damon |
|                             |        |            |                                                                      |                                                      |

- Madagaskar wygrał łącznie 10-2 i awansował.

| 17 października 2007 18:30 CET | Sierra Leone · Conteh 17' | 1 - 0 | Gwinea Bissau | National Stadium, Freetown Widzów: 25,000 Sędzia: Mana |
|                                |                           |       |               |                                                        |

| 17 listopada 2007 17:30 CET | Gwinea Bissau | 0 - 0 | Sierra Leone | Estádio 24 de Setembro, Bissau Widzów: 12,000 Sędzia: Odartei |
|                             |               |       |              |                                                               |

- Sierra Leone wygrało łącznie 1-0 i awansowało.

| 16 listopada 2007 14:00 CET | Dżibuti · Yassin 84' | 1 - 00 - 0 | Somalia | Stade du Ville, Dżibuti Widzów: 10,000 Sędzia: Abdel Rahman |
|                             |                      |            |         |                                                             |

- Dżibuti wygrało łącznie 1-0 i awansowało.

Wyspy Świętego Tomasza i Książęca oraz Republika Środkowoafrykańska nie będą brały udziału w eliminacjach Mistrzostw Świata w strefie CAF. Fakt ten został ogłoszony przez związki piłkarskie tych państw 31 sierpnia 2007.
Pierwsza runda kwalifikacji przedstawiała dwumecze między 10 najsłabszymi drużynami Afryki według rankingu FIFA. Liczba ta wliczała Wyspy Świętego Tomasza i Książęcą oraz Republikę Środkowoafrykańską. FIFA wraz z CAF zadecydowały, że dwie najwyżej notowane drużyny z rankingu FIFA z lipca 2007 awansują automatycznie do następnej rundy. Tymi drużynami zostały reprezentacje Suazi oraz Seszeli. 
W konsekwencji, reprezentacje Dżibuti i Somalii, które miały grać przeciwko Suazi i Seszelom zagrały jeden mecz między sobą o awans 16 listopada 2007.

## Runda druga
5 zwycięzców rundy eliminacyjnej oraz 43 najlepsze drużyny Afryki zostały podzielone na 12 grup po 4 drużyny w każdej. Drużyny zagrały ze sobą w systemie kołowym w 2008 roku. 12 zwycięzców grup i 8 najlepszych drużyn z 2. miejsc awansowało do rundy trzeciej. 

### Drużyny
Rozstawienie z rankingu FIFA z lipca 2007.
| 1. Kamerun 2. Nigeria 3. Wybrzeże Kości Słoniowej 4. Maroko 5. Tunezja 6. Egipt 7. Gwinea 8. Ghana 9. Senegal 10. Mali 11. Angola 12. Togo | 1. Południowa Afryka 2. Zambia 3. Republika Zielonego Przylądka 4. Algieria 5. Demokratyczna Republika Konga 6. Burkina Faso 7. Benin 8. Mozambik 9. Libia 10. Etiopia 11. Botswana 12. Uganda | 1. Kongo 2. Zimbabwe 3. Tanzania 4. Gwinea Równikowa 5. Gabon 6. Malawi 7. Burundi 8. Namibia 9. Sudan 10. Liberia 11. Rwanda 12. Erytrea | 1. Gambia 2. Kenia 3. Mauretania 4. Czad 5. Lesotho 6. Mauritius 7. Niger 8. Suazi 9. Seszele 10. Sierra Leone 11. Madagaskar 12. Dżibuti |

### Grupy
Mecze w 12 grupach odbyły się:
- 30 maja 2008
- 6 czerwca 2008
- 13 czerwca 2008
- 20 czerwca 2008
- 5 września 2008
- 10 października 2008

#### Grupa 1
| Miejsce | Drużyna                       | Mecze | Punkty | Zwyc. | Rem. | Por. | Bramki |
| ------- | ----------------------------- | ----- | ------ | ----- | ---- | ---- | ------ |
| 1       | Kamerun                       | 6     | 16     | 5     | 1    | 0    | 14-2   |
| 2       | Republika Zielonego Przylądka | 6     | 9      | 3     | 0    | 3    | 7-8    |
| 3       | Tanzania                      | 6     | 8      | 2     | 2    | 2    | 9-6    |
| 4       | Mauritius                     | 6     | 1      | 0     | 1    | 5    | 3-17   |

#### Grupa 2
| Miejsce | Drużyna  | Mecze | Punkty | Zwyc. | Rem. | Por. | Bramki |
| ------- | -------- | ----- | ------ | ----- | ---- | ---- | ------ |
| 1       | Gwinea   | 6     | 11     | 3     | 2    | 1    | 9-5    |
| 2       | Kenia    | 6     | 10     | 3     | 1    | 2    | 8-5    |
| 3       | Zimbabwe | 6     | 6      | 1     | 3    | 2    | 4-6    |
| 4       | Namibia  | 6     | 6      | 2     | 0    | 4    | 7-12   |

#### Grupa 3
| Miejsce | Drużyna | Mecze | Punkty | Zwyc. | Rem. | Por. | Bramki |
| ------- | ------- | ----- | ------ | ----- | ---- | ---- | ------ |
| 1       | Benin   | 6     | 12     | 4     | 0    | 2    | 12-8   |
| 2       | Angola  | 6     | 10     | 3     | 1    | 2    | 11-8   |
| 3       | Uganda  | 6     | 10     | 3     | 1    | 2    | 8-9    |
| 4       | Niger   | 6     | 3      | 1     | 0    | 5    | 5-11   |

#### Grupa 4
| Miejsce | Drużyna           | Mecze | Punkty | Zwyc. | Rem. | Por. | Bramki |            |
| ------- | ----------------- | ----- | ------ | ----- | ---- | ---- | ------ | ---------- |
| 1       | Nigeria           | 6     | 18     | 6     | 0    | 0    | 11-1   |            |
| 2       | Południowa Afryka | 6     | 7      | 2     | 1    | 3    | 5-5    | -gospodarz |
| 3       | Sierra Leone      | 6     | 7      | 2     | 1    | 3    | 4-8    |            |
| 4       | Gwinea Równikowa  | 6     | 3      | 1     | 0    | 5    | 4-10   |            |

Adnotacja: Południowa Afryka jako gospodarz miała zapewnioną grę na mistrzostwach świata, ale odpadła z kwalifikacji do Pucharu Narodu Afryki 2010 poprzez brak awansu do kolejnej rundy.

#### Grupa 5
| Miejsce | Drużyna | Mecze | Punkty | Zwyc. | Rem. | Por. | Bramki |
| ------- | ------- | ----- | ------ | ----- | ---- | ---- | ------ |
| 1       | Ghana   | 6     | 12     | 4     | 0    | 2    | 11-5   |
| 2       | Gabon   | 6     | 12     | 4     | 0    | 2    | 8-3    |
| 3       | Libia   | 6     | 12     | 4     | 0    | 2    | 7-4    |
| 4       | Lesotho | 6     | 0      | 0     | 0    | 6    | 2-16   |

#### Grupa 6
| Miejsce | Drużyna  | Mecze | Punkty | Zwyc. | Rem. | Por. | Bramki |
| ------- | -------- | ----- | ------ | ----- | ---- | ---- | ------ |
| 1       | Algieria | 6     | 10     | 3     | 1    | 2    | 7-4    |
| 2       | Gambia   | 6     | 9      | 2     | 3    | 1    | 6-3    |
| 3       | Senegal  | 6     | 9      | 2     | 3    | 1    | 9-7    |
| 4       | Liberia  | 6     | 3      | 0     | 3    | 3    | 4-12   |

#### Grupa 7
| Miejsce | Drużyna                  | Mecze | Punkty | Zwyc. | Rem. | Por. | Bramki |
| ------- | ------------------------ | ----- | ------ | ----- | ---- | ---- | ------ |
| 1       | Wybrzeże Kości Słoniowej | 6     | 12     | 3     | 3    | 0    | 10-2   |
| 2       | Mozambik                 | 6     | 8      | 2     | 2    | 2    | 7-5    |
| 3       | Madagaskar               | 6     | 6      | 1     | 3    | 2    | 2-7    |
| 4       | Botswana                 | 6     | 5      | 1     | 2    | 3    | 3-8    |

#### Grupa 8
| Miejsce | Drużyna    | Mecze | Punkty | Zwyc. | Rem. | Por. | Bramki |
| ------- | ---------- | ----- | ------ | ----- | ---- | ---- | ------ |
| 1       | Maroko     | 4     | 9      | 3     | 0    | 1    | 11-5   |
| 2       | Rwanda     | 4     | 9      | 3     | 0    | 1    | 7-3    |
| 3       | Mauretania | 4     | 0      | 0     | 0    | 4    | 2-12   |

#### Grupa 9
| Miejsce | Drużyna      | Mecze | Punkty | Zwyc. | Rem. | Por. | Bramki |
| ------- | ------------ | ----- | ------ | ----- | ---- | ---- | ------ |
| 1       | Burkina Faso | 6     | 16     | 5     | 1    | 0    | 14-5   |
| 2       | Tunezja      | 6     | 13     | 4     | 1    | 1    | 11-3   |
| 3       | Burundi      | 6     | 6      | 2     | 0    | 4    | 5-9    |
| 4       | Seszele      | 6     | 0      | 0     | 0    | 6    | 4-17   |

#### Grupa 10
| Miejsce | Drużyna | Mecze | Punkty | Zwyc. | Rem. | Por. | Bramki |
| ------- | ------- | ----- | ------ | ----- | ---- | ---- | ------ |
| 1       | Mali    | 6     | 12     | 4     | 0    | 2    | 13-8   |
| 2       | Sudan   | 6     | 9      | 3     | 0    | 3    | 9-9    |
| 3       | Kongo   | 6     | 9      | 3     | 0    | 3    | 7-8    |
| 4       | Czad    | 6     | 6      | 2     | 0    | 4    | 7-11   |

#### Grupa 11
| Miejsce | Drużyna | Mecze | Punkty | Zwyc. | Rem. | Por. | Bramki |
| ------- | ------- | ----- | ------ | ----- | ---- | ---- | ------ |
| 1       | Zambia  | 4     | 7      | 2     | 1    | 1    | 2-1    |
| 2       | Togo    | 4     | 6      | 2     | 0    | 2    | 8-3    |
| 3       | Suazi   | 4     | 4      | 1     | 1    | 2    | 2-8    |

#### Grupa 12
| Miejsce | Drużyna                       | Mecze | Punkty | Zwyc. | Rem. | Por. | Bramki |
| ------- | ----------------------------- | ----- | ------ | ----- | ---- | ---- | ------ |
| 1       | Egipt                         | 6     | 15     | 5     | 0    | 1    | 13-2   |
| 2       | Malawi                        | 6     | 12     | 4     | 0    | 2    | 14-5   |
| 3       | Demokratyczna Republika Konga | 6     | 9      | 3     | 0    | 3    | 14-6   |
| 4       | Dżibuti                       | 6     | 0      | 0     | 0    | 6    | 2-30   |

## Runda trzecia
20 drużyn zostało podzielonych na 5 grup po 4 drużyny w każdej. Zwycięzcy grup awansowali do finałów Mistrzostw Świata, natomiast do Pucharu Narodów Afryki awansowali, oprócz zwycięzców grup, dodatkowo drużyny z 2. i 3. miejsc.
- Jeśli RPA awansuje do tej rundy, wszystkie punkty zdobyte przez tę reprezentację będą liczone jako eliminacje Pucharu Narodów Afryki, nie jako eliminacje Mistrzostw Świata.
- Jeśli Angola awansuje do tej rundy, wszystkie pozostałe drużyny w grupie, do której została rozlosowana, automatycznie awansują do Pucharu Narodów Afryki.

### Drużyny
Rozstawienie z rankingu FIFA z października 2008
| 1. Kamerun 2. Ghana 3. Egipt 4. Wybrzeże Kości Słoniowej 5. Nigeria 6. Maroko 7. Gwinea 8. Tunezja 9. Mali 10. Gabon | 1. Burkina Faso 2. Zambia 3. Algieria 4. Togo 5. Rwanda 6. Kenia 7. Mozambik 8. Benin 9. Sudan 10. Malawi |

### Mecze

#### Grupa A
| Miejsce | Drużyna      | Mecze | Punkty | Zwyc. | Rem. | Por. | Bramki |
| ------- | ------------ | ----- | ------ | ----- | ---- | ---- | ------ |
| 1       | Kamerun (PA) | 6     | 13     | 4     | 1    | 1    | 9-2    |
| 2       | Gabon (PA)   | 6     | 9      | 3     | 0    | 3    | 9-7    |
| 3       | Togo (PA)    | 6     | 8      | 2     | 2    | 2    | 3-7    |
| 4       | Maroko       | 6     | 3      | 0     | 3    | 3    | 3-8    |

Legenda:

PA - zespoły zakwalifikowane do Pucharu Narodów Afryki 2010

#### Grupa B
| Miejsce | Drużyna       | Mecze | Punkty | Zwyc. | Rem. | Por. | Bramki |
| ------- | ------------- | ----- | ------ | ----- | ---- | ---- | ------ |
| 1       | Nigeria (PA)  | 6     | 12     | 3     | 3    | 0    | 9-4    |
| 2       | Tunezja (PA)  | 6     | 11     | 2     | 3    | 1    | 7-4    |
| 3       | Mozambik (PA) | 6     | 7      | 2     | 1    | 3    | 3-5    |
| 4       | Kenia         | 6     | 3      | 1     | 0    | 5    | 5-11   |

Legenda:

PA - zespoły zakwalifikowane do Pucharu Narodów Afryki 2010

#### Grupa C
| Miejsce | Drużyna       | Mecze | Punkty | Zwyc. | Rem. | Por. | Bramki |
| ------- | ------------- | ----- | ------ | ----- | ---- | ---- | ------ |
| 1       | Algieria (PA) | 6     | 13     | 4     | 1    | 1    | 9-4    |
| 2       | Egipt (PA)    | 6     | 13     | 4     | 1    | 1    | 9-4    |
| 3       | Zambia (PA)   | 6     | 5      | 1     | 2    | 3    | 2-5    |
| 4       | Rwanda        | 6     | 2      | 0     | 2    | 4    | 1-8    |

Legenda:

PA - zespoły zakwalifikowane do Pucharu Narodów Afryki 2010

Uwagi:

Z powodu identycznego bilansu bramkowego i punktowego drużyny Egiptu i Algierii zagrały dodatkowy mecz 18 listopada 2009 na neutralnym terenie w Omdurmaniwe (Sudan). Algieria wygrała 1-0 i awansowała do MŚ.

#### Grupa D
| Miejsce | Drużyna    | Mecze | Punkty | Zwyc. | Rem. | Por. | Bramki |
| ------- | ---------- | ----- | ------ | ----- | ---- | ---- | ------ |
| 1       | Ghana (PA) | 6     | 13     | 4     | 1    | 1    | 9-3    |
| 2       | Benin (PA) | 6     | 10     | 3     | 1    | 2    | 6-6    |
| 3       | Mali (PA)  | 6     | 9      | 2     | 3    | 1    | 8-7    |
| 4       | Sudan      | 6     | 1      | 0     | 1    | 5    | 2-9    |

Legenda:

PA - zespoły zakwalifikowane do Pucharu Narodów Afryki 2010

#### Grupa E
| Miejsce | Drużyna                       | Mecze | Punkty | Zwyc. | Rem. | Por. | Bramki |
| ------- | ----------------------------- | ----- | ------ | ----- | ---- | ---- | ------ |
| 1       | Wybrzeże Kości Słoniowej (PA) | 6     | 16     | 5     | 1    | 0    | 19-4   |
| 2       | Burkina Faso (PA)             | 6     | 12     | 4     | 0    | 2    | 10-11  |
| 3       | Malawi (PA)                   | 6     | 4      | 1     | 1    | 4    | 4-11   |
| 4       | Gwinea                        | 6     | 3      | 1     | 0    | 5    | 7-14   |

Legenda:

PA - zespoły zakwalifikowane do Pucharu Narodów Afryki 2010